# Estación de Bourse
Bourse (en español: Bolsa) es una estación de la línea 3 del metro de París situada en el II Distrito de la ciudad. 

## Historia
La estación se inauguró el 19 de octubre de 1904 como parte del tramo inicial de la línea 3. 
Debe su nombre a la cercana Bolsa de París.

## Descripción
Se compone de dos andenes laterales de 75 metros de longitud y de dos vías. Está diseñada en bóveda elíptica revestida completamente de los clásicos azulejos blancos biselados del metro parisino.
Su iluminación ha sido renovada en el 2008, como el resto de la estación, empleando el modelo vagues (olas) con estructuras casi adheridas a la bóveda que sobrevuelan ambos andenes proyectando la luz en varias direcciones.
La señalización por su parte usa la moderna tipografía Parisine donde el nombre de la estación aparece en letras blancas sobre un panel metálico de color azul. Por último, los asientos de la estación son los modernos Coquille o Smiley, unos asientos en forma de cuenco inclinado para que parte del mismo pueda usarse como respaldo y que poseen un hueco en la base en forma de sonrisa. 

## Accesos
La estación dispone de dos accesos.
- Acceso 1: en la plaza de la Bolsa, enfrente del edificio.
- Acceso 2: en el cruce de las calles Notre-Dame-des-Victoires con Réaumur.